# Josef Mayseder
Josef Mayseder (Viena, 26 d'octubre de 1789 - 21 de novembre de 1863) fou un violinista austríac.
Estudià amb Joseph Suche i Wranitzky i s'acabà de formà amb Schuppanzigh, i després va ser admès en l'orquestra de l'Òpera de la Cort, on en fou violí solista i mestre de capella. Es distingí com a professor i com a compositor, i mai realitzà cap gira ni viatge artístic, el que no fou obstacle per adquirir gran fama, i el mateix Paganini li dirigí elogis.
Les seves composicions per a violí figuren entre les clàssiques, sent notables, sobre tot, per la seva inspirada melodia i per la cura amb què estan tractats diversos detalls. Les seves obres de música instrumental passen de 60, i entre elles s'hi troben concerts per a violí, poloneses per a violí amb acompanyament d'orquestra o quartets, rondós, sonates per a violí, estudis, duets, variacions, etc.
Entre els seus molts alumnes tingué al morau Heinrich Wilhelm Ernst (1814-1865), l'austríac Miska Hauser.